# 林肯鎮區 (密歇根州伊莎貝拉縣)
林肯鎮區（英語：Lincoln Township）是位於美國密歇根州伊莎貝拉縣的一個行政鎮區。

## 地方資料
林肯鎮區的面積為93.70平方千米，當中陸地面積為93.60平方千米，而水域面積為0.10平方千米。根據2020年美國人口普查的數據，當地共有人口2069人，而人口密度為每平方千米22.08人。